# Chitonanthera
Chitonanthera is een geslacht met achttien soorten orchideeën uit de onderfamilie Epidendroideae. Het geslacht wordt door vele botanici bij het geslacht Octarrhena ingevoegd.
Het zijn voornamelijk zeer kleine, epifytische orchideeën met onopvallende bloemen uit de regenwouden van Nieuw-Guinea.

## Naamgeving enetymologie
- Synoniem: Octarrhena Thwaites (1864);

De botanische naam Chitonanthera is een samenstelling van Oudgrieks χιτών, chitōn (tuniek) en ἀνθηρά, anthēra, naar het uitstulpsel van het clinander dat de meeldraad omsluit als een tuniek.

## Kenmerken
Voor een beschrijving van dit geslacht, zie Octarrhena.

## Habitaten verspreiding
Chitonanthera-soorten groeien op bomen in de mistige montane regenwouden van Nieuw-Guinea.

## Taxonomie
Het geslacht telt 18 soorten. De typesoort is Chitonanthera angustifolia.
Dit geslacht wordt tegenwoordig door vele botanici bij Octarrhena ingevoegd. 

### Soortenlijst
- Chitonanthera angustifolia Schltr. (1905) = Octarrhena angustifolia (Schltr.) Schuit. (2003)
- Chitonanthera angustissima Schltr. (1923) = Octarrhena angustissima (Schltr.) Schuit. (2003)
- Chitonanthera aphanopetala Schltr. (1923) = Octarrhena falcifolia (Schltr.) Schuit. (2003)
- Chitonanthera aporoides Schltr. (1913) = Octarrhena aporoides (Schltr.) Schuit. (2003)
- Chitonanthera bilabrata (P.Royen) Christenson, Orchadian 8: 83 (1985) = Octarrhena bilabrata (P.Royen) W.Kittr. (1984 publ. 1985)
- Chitonanthera brassii L.O.Williams (1946) = Octarrhena brassii (L.O.Williams) Schuit. (2003)
- Chitonanthera calceiformis J.J.Sm. (1929) = Octarrhena calceiformis (J.J.Sm.) P.Royen (1979)
- Chitonanthera cucullifera (J.J.Sm.) J.J.Sm. (1929) = Octarrhena cucullifera J.J.Sm. (1915)
- Chitonanthera falcifolia Schltr. (1905) = Octarrhena falcifolia (Schltr.) Schuit. (2003)
- Chitonanthera filiformis L.O.Williams (1946) = Octarrhena filiformis (L.O.Williams) P.Royen (1979)
- Chitonanthera goliathensis (J.J.Sm.) J.J.Sm. (1929) = Octarrhena goliathensis J.J.Sm. (1911)
- Chitonanthera gracilis L.O.Williams (1946) = Octarrhena gracilis (L.O.Williams) Schuit. (2003)
- Chitonanthera latipetala J.J.Sm. (1915) = Octarrhena latipetala (J.J.Sm.) Schuit. (2003)
- Chitonanthera lorentzii (J.J.Sm.) J.J.Sm. (1929) = Octarrhena lorentzii J.J.Sm. (1910)
- Chitonanthera macgregorii Schltr. (1906) = Octarrhena macgregorii (Schltr.) Schltr. (1913)
- Chitonanthera miniata Schltr. (1905) = Octarrhena miniata (Schltr.) Schltr. (1913)
- Chitonanthera oberonioides Schltr. (1913) = Octarrhena aporoides (Schltr.) Schuit. (2003)
- Chitonanthera obovata J.J.Sm. (1929) = Octarrhena obovata (J.J.Sm.) P.Royen (1979)
- Chitonanthera podochiloides Schltr. (1913) = Octarrhena podochiloides (Schltr.) Schuit. (2003)
- Chitonanthera reflexa J.J.Sm. (1915) = Octarrhena reflexa (J.J.Sm.) Schuit. (2003)
- Chitonanthera spathulata Schltr. (1923) = Octarrhena spathulata (Schltr.) Schuit. (2003)
- Chitonanthera suborbicularis J.J.Sm. (1929) = Octarrhena lorentzii J.J.Sm. (1910)
- Chitonanthera tenuis (J.J.Sm.) L.O.Williams (1946) = Octarrhena tenuis (J.J.Sm.) J.J.Sm. (1913)
- Chitonanthera trigona J.J.Sm. (1929) = Octarrhena trigona (J.J.Sm.) P.Royen (1979)